# Lars Nyström
Lars Olof Nyström, född 31 juli 1925 i Uddevalla, död 24 mars 1990 i Tuve, Göteborg, var en svensk tecknare och tillsyningsman för Älvsborgs fästing.
Han var son till distriktschefen Rudolf Nyström och Anna Lovisa Johansson och från 1925 gift med Aina Nyström. Han var som konstnär autodidakt och arbetade som dekoratör 1939–1945 och som fartygs- och hotellinredare 1945–1948. Han bedrev självstudier under resor till Nederländerna, Frankrike, Italien och Norge 1948–1952. Tillsammans med Erik G:son Kvist och Kalle Klasson ställde han ut i Skara 1952 och han ställde även ut med sin fru på ett flertal olika platser i landet. Han medverkade i grupputställningen Bohuslän visar 1954, Sex Göteborgare 1957 och i Nationalmuseums utställning Unga tecknare 1960. Hans konst består av fria kompositioner, landskap och en rad målningar från Älvsborgs fästing samt reliefarbeten och glasfönster. Han utgav böckerna Ny Elfsborg  och Somrar fordomdags på Nya Älvsborg  som han själv illustrerade. Lars Nyström finns representerad vid Nationalmuseum i Stockholm. Makarna Nyström är begravda på Tuve kyrkogård.

### Uppslagsverk
- Svenskt konstnärslexikon del IV, sid. 292. Allhems Förlag, Malmö. Libris 8390296